# Kirche St. Nikolai (Schelfkirche) Schwerin

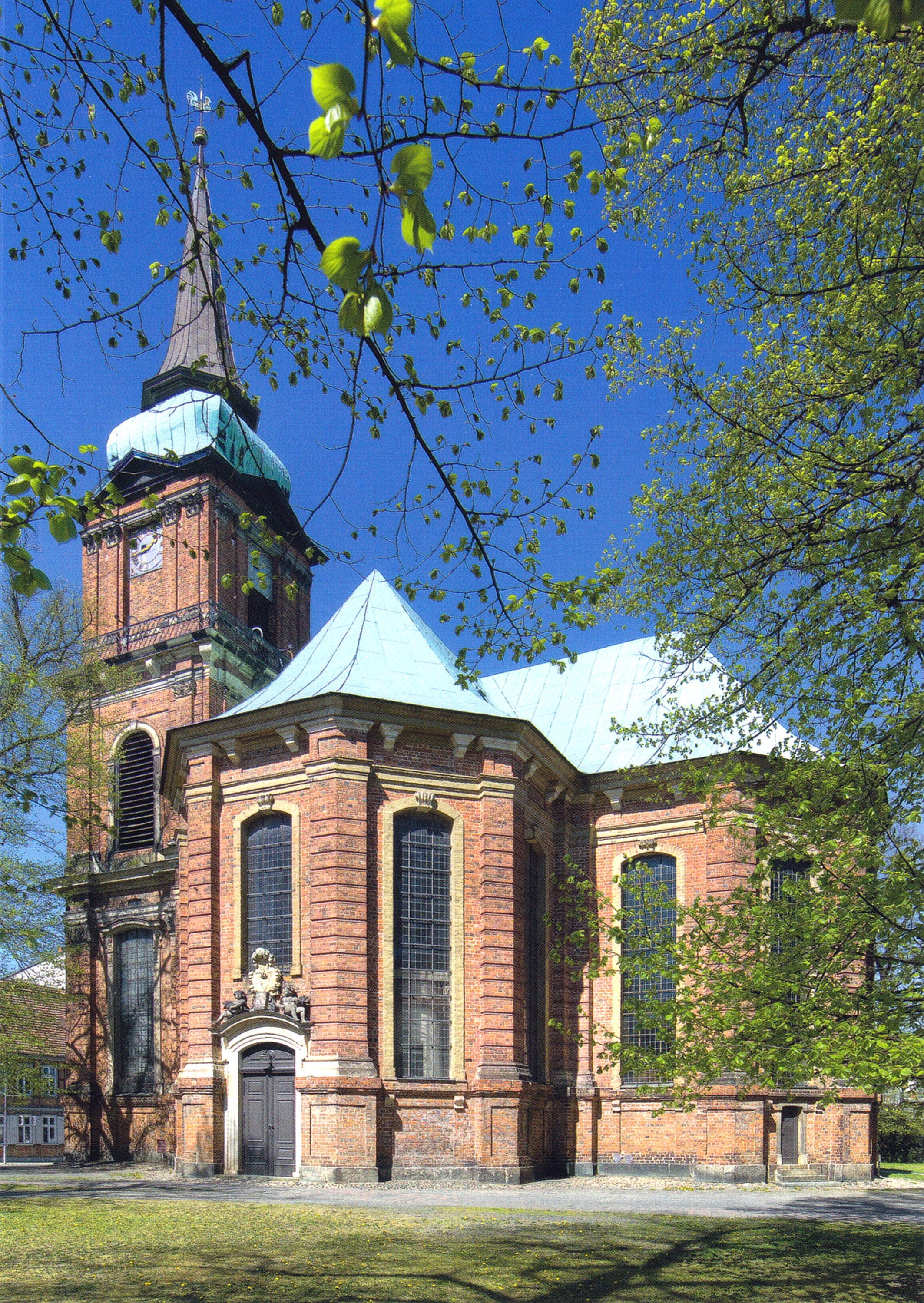
Schelfkirche St. Nikolai Schwerin

Die Kirche St. Nikolai, auch Schelfkirche genannt, ist ein evangelischer Sakralbau im Stadtteil Schelfstadt von Schwerin. Der Backsteinbau wurde in den Jahren 1709 bis 1711 im Auftrag von Herzog Friedrich Wilhelm I. nach Entwurf von Jakob Reutz im Barockstil errichtet. Sie ist eine der wenigen Barockkirchen Norddeutschlands und der erste große nachreformatorische Kirchenbau Mecklenburgs. Als Teil des Residenzensembles Schwerin wurde sie 2024 ins UNESCO-Welterbe eingeschrieben.

## Geschichte

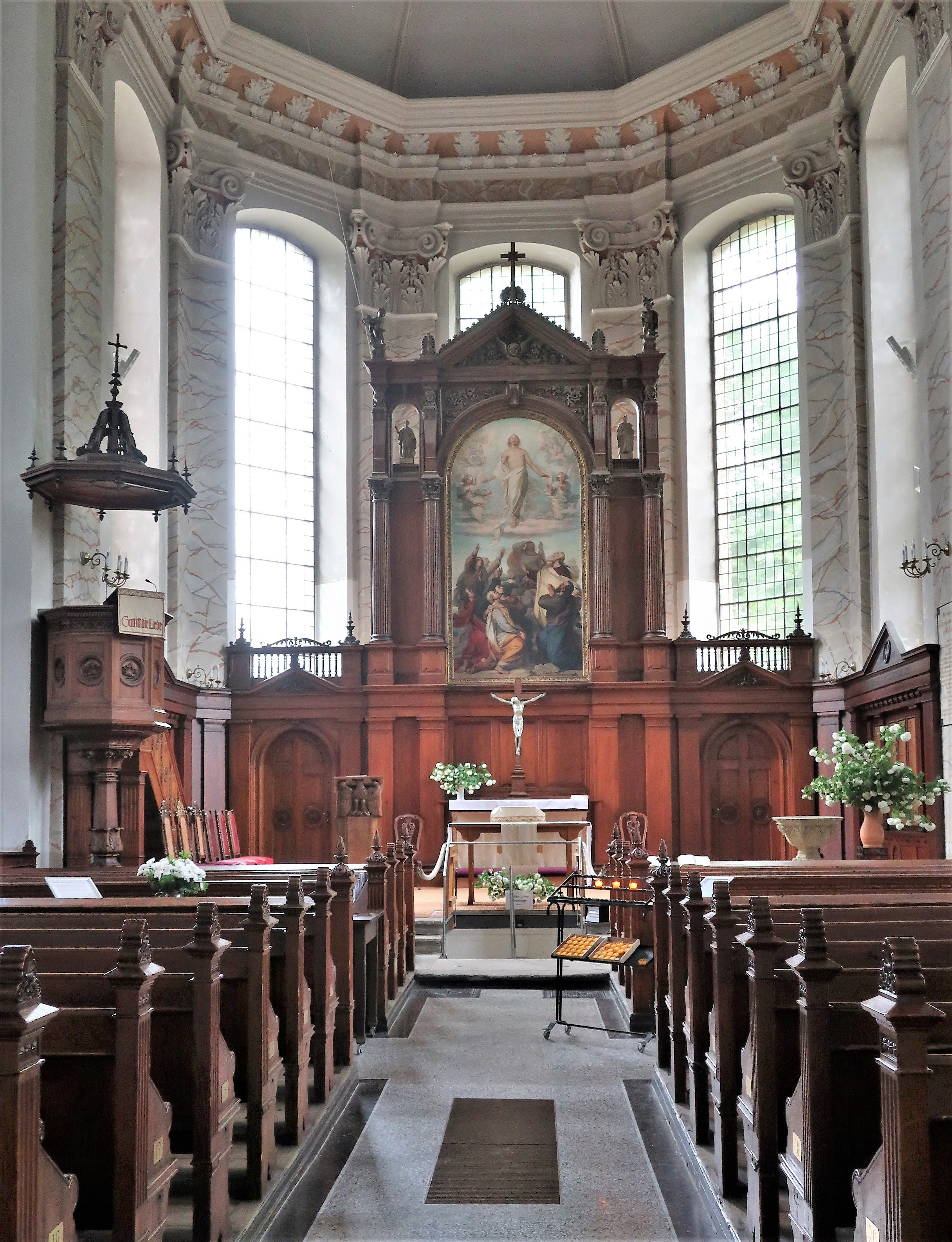
Schelfkirche, Blick zu Altar und Kanzel

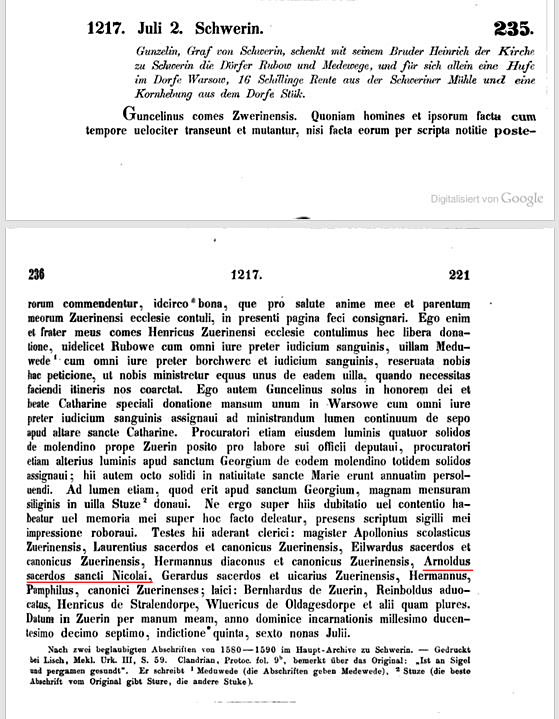
Urkunde 1217

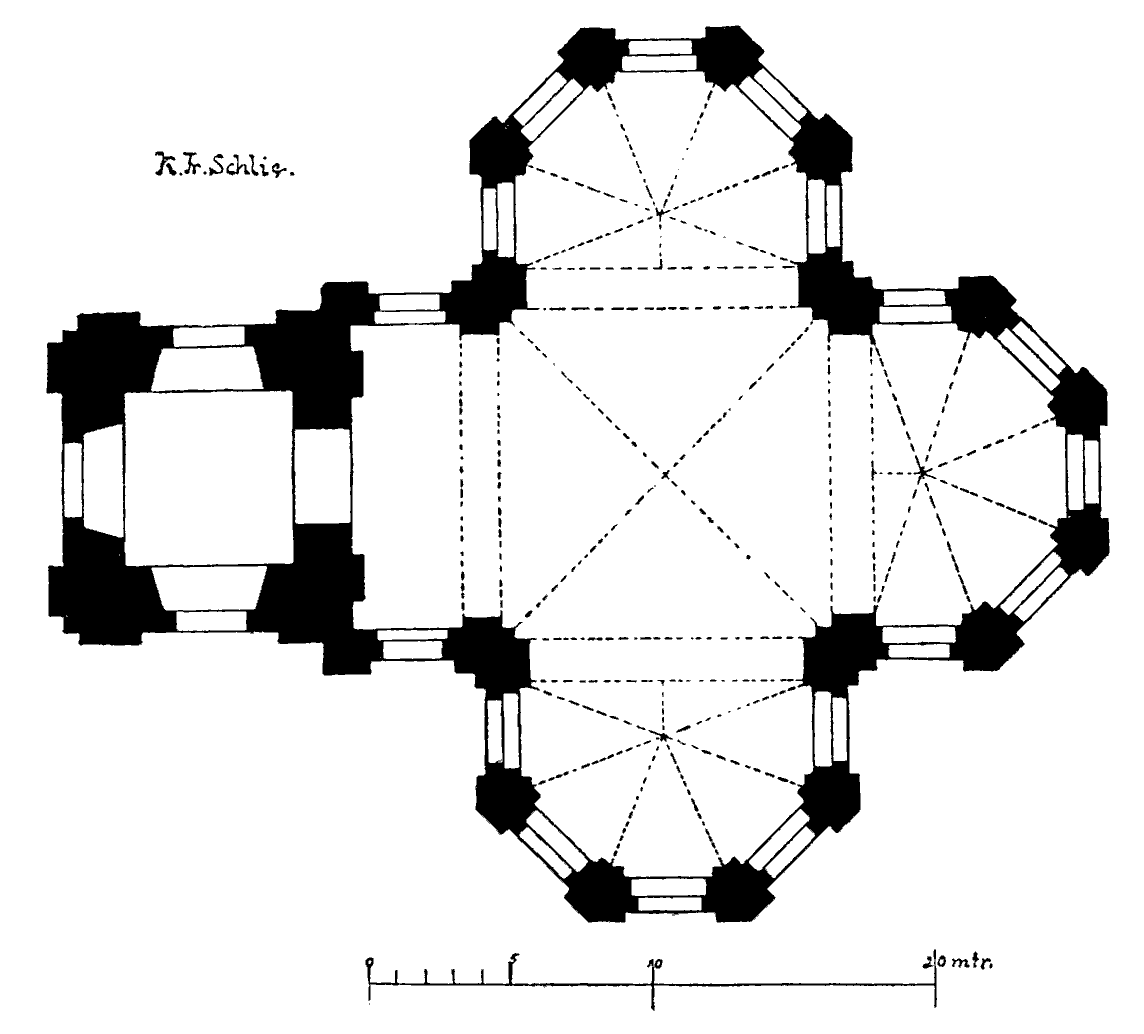
Grundriss der Schelfkirche

Die heutige Kirche St. Nikolai hatte mehrere Vorgängerbauten.
Der früheste Beleg für eine Kirche oder Kapelle auf der Schelfe stammt von 1217 und befindet sich in einer Urkunde, die einen Geistlichen von St. Nikolai nennt. Graf Heinrich I. von Schwerin stiftete 1228 wahrscheinlich zum Dank für den Sieg über die Dänen in der Schlacht bei Bornhöved eine neue Kirche. Diese spätromanische Kirche wurde spätestens 1238 geweiht.
Die Befunde einer neueren Bauuntersuchung ergeben Hinweise auf eine gotische Saalkirche mit polygonalem Chorschluss. Wahrscheinlich wurde zwischen 1300 und 1320 die spätromanische Kirche in eine gotische Saalkirche umgebaut und ein polygonaler, überwölbter Chorschluss angebaut, wobei die Fensteröffnungen vergrößert und dem gotischen Geschmack angepasst wurden. Das Kirchenschiff war lediglich mit einer flachen Holzdecke ausgestattet.
Im 16. Jahrhundert verfiel die St.-Nikolai-Kirche zusehends. 1586 gab es eine notdürftige Sanierung. Im 17. Jahrhundert wurde sie Filialkirche des Schweriner Doms.
1621 erhielt der Kirchenbau einen neuen Turm. 1626 mussten der Turm und das Kirchendach bereits wieder repariert werden, da ein Sturm Teile des Glockenturms auf das Dach stürzen ließ. 1670 mussten eine zersprungene Glocke, der Glockenstuhl und das Dach der Kirche erneuert werden. Zur Finanzierung dieser Arbeiten ordnete Herzog Christian Ludwig I. eine Sammlung zur Aufbringung der erforderlichen Gelder an.
Am 8. Dezember 1703 ließ ein Orkan den Turmhelm auf die Kirche stürzen und beschädigte sie schwer. Aufgrund des Gesamtzustandes des Bauwerkes kam ein Wiederaufbau nicht infrage. Die Kirche wurde abgebrochen.
Auf Geheiß des Herzogs Friedrich Wilhelm erfolgte bereits am 15. Mai 1708 nach Plänen des „Ingenieur-Capitains“ Jacob Reutz († 13. Oktober 1710) die Grundsteinlegung der heutigen Schelfkirche. Dieses Datum war bewusst gewählt, war es doch der Sophien-Tag, der Namenstag der Gemahlin des Herzogs, Sophie Charlotte.
Nach dem Tod von Reutz übernahm der Architekt, Architekturtheoretiker, Mathematiker und Theologe Leonhard Christoph Sturm die Leitung der Bauarbeiten.
Die Einweihung erfolgte am 24. September 1713. Das Programm der Kirche ist über dem Hauptportal in Stein gemeißelt, es lautet: „ANNO 1711 HAT UNSER DURCHLAUCHSTER LANDESVATER UND HERTZOG FRIEDRICH WILHELM DIESES GOTTESHAUS GOTT ZU EHREN SEINEN UNTERTHANEN ZU ÜBUNG DER GOTTSELIGKEIT. SEINEN CÖRPER ZUR RUHE GESTIFTET“. Demnach ist dieses Haus Gott zu Ehren, zum Gottesdienst und zur Grablege mecklenburgischer Herzöge bestimmt.
Die Kirche St. Nikolai hat in der heutigen Gestalt des Baukörpers eine Länge von 33,00 m und eine Breite von 27,80 m (Maßangaben Außenmauerwerk). Die Höhe der Kirche bis Mitte des Kirchturmknopfes (auch Turmkugel genannt) beträgt 52,2 m.
Die neuere Geschichte beginnt 1754 mit einer Zehn-Punkte-Deklaration des Landesfürsten Christian Ludwig II.
| Deklaration von Herzog Christian Ludwig II., datiert vom 14. August 1754. |
| --- |
| Wir Christian Ludwig [II.] geben hiermit entsprechend der Absicht unseres verstorbenen Bruders Friedrich Wilhelm nunmehr die Trennung der neustädtischen Schelf-Kirche und Gemeinde St. Nikolai vom Dom bekannt, nachdem sie in politischen Sachen schon längst vollzogen wurde. 1. Wir verordnen für uns und unsere Nachkommen, dass mit der eigenen Pfarr-(und Gemeinde-)verfassung baldmöglichst 2 eigene Prediger für St. Nikolai eingesetzt werden. 2. Damit diese mit einer eigenen finanziellen Zuwendung einher nicht versehenen Kirche einen sicheren Grund zu ihrem Unterhalt haben mögen, wollen wir sie mit 2000 Reichstalern pro Stelle derart ausstatten, dass sie als zinsbares Kapital auf Grundstücke sicher angelegt und die Zinsen zum Besten der Kirche verwendet werden sollen. 3. Zum Unterhalt der künftigen beiden Prediger soll unsere Garde, auch die jeweilige Garnison der Stadt, also alle Offiziere und Mannschaften zur Kirche und Gemeinde St. Nikolai gehören. Damit verbunden soll das festgesetzte Beichtgeld beiden Predigern zu gleichen Teilen gereicht werden. Ebenso sollen beide Prediger zu gleichen Teilen am bisher aus der herzoglichen Kasse gezahlten Garnison-Prediger-Gehalt von 260 Talern beteiligt werden. Darüber hinaus soll sie jeder 9 Faden Brennholz und das Übrige zu 200 Reichstalern aus dem Fixum des Kirchen-Ärars erhalten. 4. Künftig soll die Stuhlmiete in der Nikolaikirche genauso hoch sein wie bisher im Dom = ein verglaster Stuhl 1 Reichstaler/Jahr, ein einfacher Stuhl ½ Reichstaler/Jahr. 5. Zum besseren Bestand des Ärars sollen ebenso wie im Dom an einigen Stellen der Nikolaikirche Beerdigungen stattfinden: ausgemauertes Begräbnis 1 Person breit = 30 Reichstaler, für Sammelbegräbnis gleicher Breite = 10 Reichstaler, für jedesmalige Entfernung des letzteren = 10 lübische Mark, für Eröffnung = 10 Reichstaler zur Verbesserung des Ärars nur für 5 Jahre. 6. Außer diesem soll an allen Sonn- und Festtagen in Nikolai wie im Dom mit 2 Klingelbeuteln gesammelt werden, wozu zwei angesehene / eingesessene Bürger als Juraten [ÄLTESTE] von unseren Beamten und dem Kirchen-Provisor erwählt und in Eid genommen werden sollen. 7. Im Übrigen werden Nikolai und deren Ärar von allen Verpflichtungen gegenüber dem Dom entbunden, wobei die Dom-Mitarbeiter von uns für mit dieser Umstellung verbundenen Verluste eine Entschädigung erhalten haben. 8. Ebenso sollen alle Eingesessene auf der Neustadt angewiesen sein, bei Taufen, öffentlichen Bekanntmachungen, Hochzeiten, Beerdigungen, für Bitten und Danken, bei weiteren priesterlichen Amtshandlungen das zu erlegen, was bisher für den Dom üblich war. 9. Für die beiden Nikolai-Predigerwohnungen soll vorläufig ein Quantum von 60 Reichstalern ausreichen. Später werden die Beträge erweitert. 10. Letztlich mögen die beiden Nikolai-Prediger nicht in ihren Amtstätigkeiten eingeschränkt werden. Gegeben auf unserer Festung Schwerin, bekanntgegeben im Dom und St. Nikolai sowie den Kanzleien. 14. August 1754 Christian Ludwig Erläuterung: 1 Reichstaler hatte einen Feinsilbergehalt von 16,7 Gramm. Heute kostet ein Kilobarren Feinsilber rund 445 Euro netto. Nach Umrechnung hätte ein solcher Reichstaler heute eine Kaufkraft von rund 7,43 Euro. Dazu ein Vergleich: Um 1850 betrugen die Wochenkosten eines 5 Personenhaushaltes: 3 ½ Taler. |

„Bei der archäologischen Bergungs- und Dokumentationsmaßnahme, die bauparallel zur Mauertrockenlegung um den Chor der St. Nikolai oder Schelfkirche im Jahre 2012 stattfand, wurden sechs Chorstrebepfeiler des gotischen Vorgängerbaus aus der Zeit um 1300 entdeckt. Sekundär verbaut bzw. im Schutt um die Kirche fanden sich Backsteine eines romanischen Vorgängerbaus, der vielleicht in die Mitte des 13. Jahrhunderts datiert werden kann.“

Organisatorisch gehört die Schelfkirche zur evangelisch-lutherischen Kirchengemeinde St. Nikolai Schwerin in der Propstei Wismar, Kirchenkreis Mecklenburg der Evangelisch-Lutherischen Kirche in Norddeutschland. Das Bauwerk ist seit 2024 als Teil des Residenzensemble Schwerin UNESCO-Welterbe.

## Kirchenausstattung
„Zu der jetzt im Sinne des Erbauers der Kirche, des Ingenieur-Kapitäns Reutz, ausgeführten neueren Einrichtung der Kirche hat ein vom Grossherzog Friedrich Franz II. im Jahre 1853 befohlenes Erachten von Dr. Friedr. Lisch den Anlass gegeben, in dem dieser die gänzliche Beseitigung des hölzernen Colonnaden-Baues von Sturm forderte.
Am 6. April begann der innere Umbau unter der Leitung des Land-Baumeisters Voss und des Baumeisters (späteren Baurathes) Krüger, und schon am 24. Oktober 1858 fand die Einweihung durch den Superintendenten Dr. Karsten statt. Als Mitarbeiter mögen hier genannt werden für die Ausführung des Altars der Tischlermeister Richter d. J., für die der Kanzel der Tischlermeister Christiansen und für die Bildhauerarbeiten an beiden der Bildhauer Petters; ferner bei der Grossherzoglichen Empore der Tischlermeister Möhrer und der Bildhauer Scholinus sowie für die Kirchenstühle die Tischlermeister Scheft und Vaal.“

Die Orgel stammt von Friedrich Friese III, der Taufstein und das Altarbild zum Thema Christi Himmelfahrt wurden von Gaston Lenthe geschaffen, die Fenster mit Malereien stammen von Ernst Gillmeister. Die Turmuhr aus dem Jahr 1863 ist die älteste öffentliche Uhr der Stadt. Sie wurde bis 2005 noch täglich von Hand aufgezogen. Die Orgel wurde 1932 von Marcus Runge umgestaltet und 1993 wieder in den Ursprungszustand von 1858 zurückversetzt.

„Bei der Umgestaltung im Jahre 1858 setzte man auch neue Fenster ein. Sie wurden von dem Glasmaler Ernst Gillmeister (* 1817; † 1887) geschaffen. Anstelle der ursprünglich zweibahnigen schuf er Fenster zu drei Bahnen und 30 Felder mit jeweils wechselndem Grisailleornament. Die Scheiben des 19. Jahrhunderts waren sehr beschädigt, darum wurden zwischen 1983 und 1990 alle 20 Fenster in Anlehnung an die erste Verglasung mit Antikglas erneuert. Aus den wenigen unbeschädigten Scheiben des 19. Jahrhunderts wurde eine Innenverglasung der Fenster im Turmraum vor der Fürstenloge gefertigt.“

Die Innenwände der Kirche wurden im Jahre 1964 anhand von Farbschnitten in Anlehnung an die erste Ausmalung gestaltet. Für die Deckenbemalung konnten keine Originalbefunde ermittelt werden. Zwischen 1983 und 1990 fanden Restaurierungsarbeiten an der Außenfassade statt.
Der Restaurator Vollrat Dreyer (Wittenförden) restaurierte im April/Mai 2014 die von Gaston Lenthe geschaffenen Gemälde des Philipp Melanchthon und des Martin Luther aus dem Jahre 1847 (siehe Abbildungen rechts).

## Kirchenglocken
Die Geschichte des Dreiergeläuts der Kirche St. Nikolai ist sehr wechselvoll. Sowohl die große als auch die kleine Glocke, beide gegossen in der Rostocker Werkstatt des Otto Gerhard Meier anno 1751, wurden zugunsten der Rüstungsindustrie während des Ersten Weltkrieges eingeschmolzen. Nur die alte, um das Jahr 1517 gegossene Nikolausglocke verschonte man.
1925 hatte die Kirchengemeinde dank spendenfreudiger Christen genug Geld gesammelt um neue bronzene Glocken gießen zu lassen und es erklang bald wieder das volle Dreiergeläut.
Doch die Geschichte sollte sich wiederholen. Im Jahre 1942 wurden die beiden erst 17 Jahre alten Bronzeglocken wieder aus dem Glockenstuhl geholt. Dieses Mal als sogenannte Materialspende für die Rüstungsindustrie des Zweiten Weltkrieges. Erst im Jahre 1959 konnte das Dreiergeläut der Kirche durch Glocken aus Eisenhartguss ersetzt werden. Für solche aus Bronze fehlte es an Geld und Material.
Diese gusseisernen Glocken zeigten im Laufe der folgenden Jahre starke Korrosionserscheinungen und sie mussten ersetzt werden. Werner Schneider aus Bad Laasphe fertigte im Jahre 2014 die notwendigen Entwürfe für die zu gießenden neuen Glocken an.
Im Jahre 2015 – inzwischen war die Finanzierung neuer bronzener Glocken durch Eigenmittel der Kirchengemeinde und Zustiftungen gesichert - erfolgte am 17. April in der Glockengießerei Bachert in Karlsruhe der Guss der beiden Glocken im traditionellen Lehmformverfahren. Die feierliche Weihe durch Pastor Burkhardt Ebel erfolgte am 14. Juni 2015; das Einhängen in den Glockenturm geschah am Tage darauf.
Die technischen Details zu den Glocken zeigt nachstehende Tabelle.
| Gussjahr | Durchmesser (mm) | Gewicht (kg) | Schlagton | Inschriften | Glockengießer                                                                           |
| -------- | ---------------- | ------------ | --------- | --- | --------------------------------------------------------------------------------------- |
| um 1517  | 850              | 450          | a1 + 9    | „+Baptizando+mihi+nomen+nicolai+dabatur+Chaterine+mihi+nomen+perdulce+dicatur+“ | Hinrick van Kampen Bemerkung: Diese Glocke versah ihren Dienst bereits im Vorgängerbau. |
| 2015     | 1226             | 1121         | e1 + 7    | Obere Inschrift: „+GOTT IST UNSERE ZUVERSICHT UND STÄRKE UND EINE HILFE IN DEN GROßEN NÖTEN DIE UNS BETROFFEN HABEN / PS. 46/2+“ Untere Inschrift: „+ELP GOT DES IK BEGHINNE DAT IT ENEN GHUDEN ENDE WINNE / IM KRIEG A.D. 1917 ZERSTÖRT + ERSETZT A.D. 1926 + ABERMALS ZERSTÖRT IM KRIEG A.D. 1942 + AUS EISEN ERSETZT 1959 + NEU ERSTANDEN A.D. 2014 + GESTIFTET VON DR. INGRID PINZKE+“\| | Fa. Bachert, Karlsruhe                                                                  |
| 2015     | 1039             | 725          | g1 + 9    | Obere Inschrift: „+EHRE SEI GOTT IN DER HÖHE UND FRIEDE AUF ERDEN / LUKAS 2/14+ “ Untere Inschrift: „+UMGEGOSSEN A.D. 1751 + IM KRIEG A.D. 1917 ZERSTÖRT + ERSETZT A.D. 1926 + ABERMALS ZERSTÖRT IM KRIEG A.D. 1942 + AUS EISEN ERSETZT 1959 + NEU ERSTANDEN A.D. 2014 +GESTIFTET VON DR. GÜNTER PINZKE+“\|                                                                                  | Fa. Bachert, Karlsruhe                                                                  |

Die Glockenbronze ist ein Gemisch aus 78 % Kupfer, 22 % Zinn, 1 % Fremdbestandteile (sogenannte Glockenbronze 78/22/1-2 mit max. 1 % Blei).

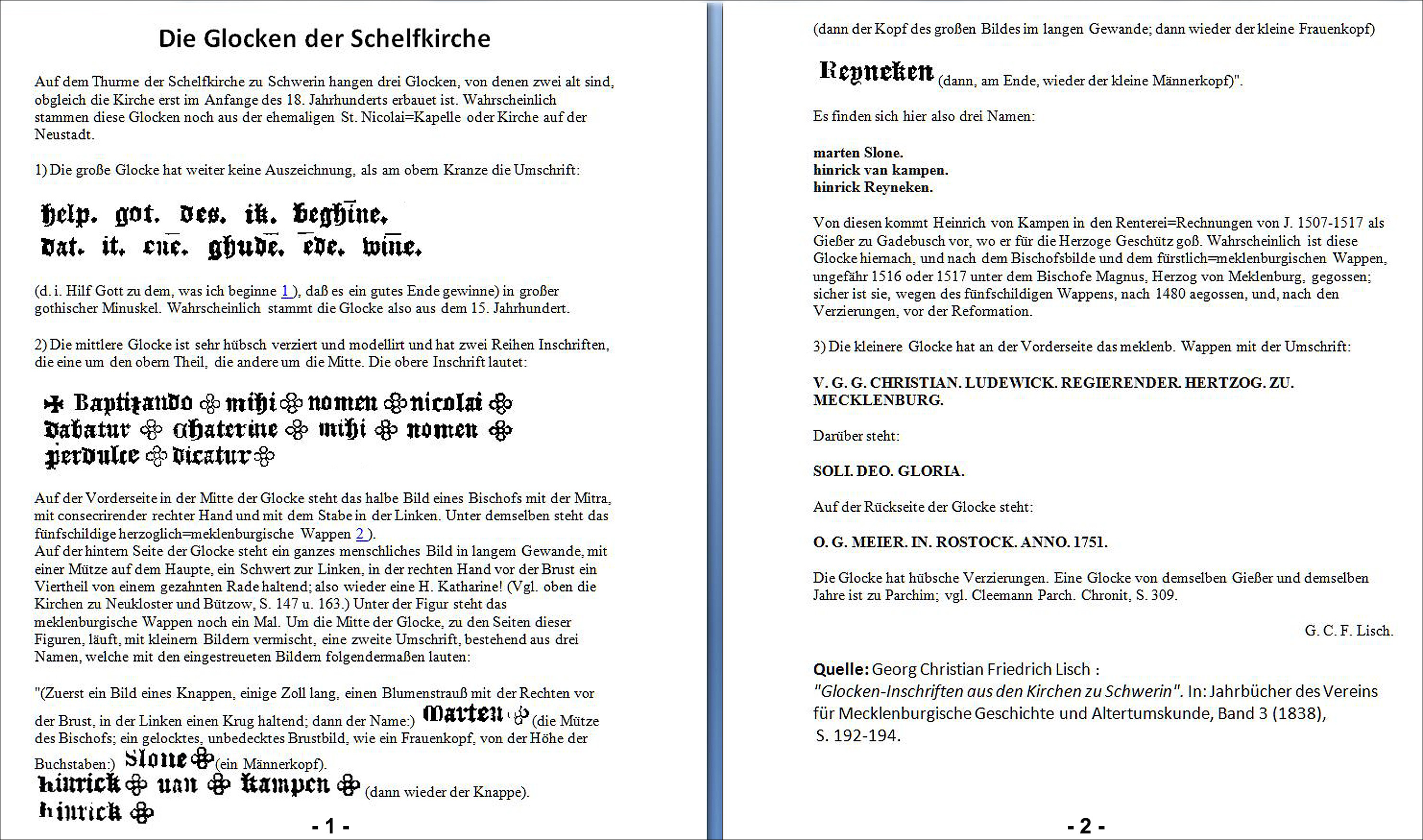
Beschreibung der ersten Glocken der St.-Nikolai-Kirche (Schelfkirche) Schwerin
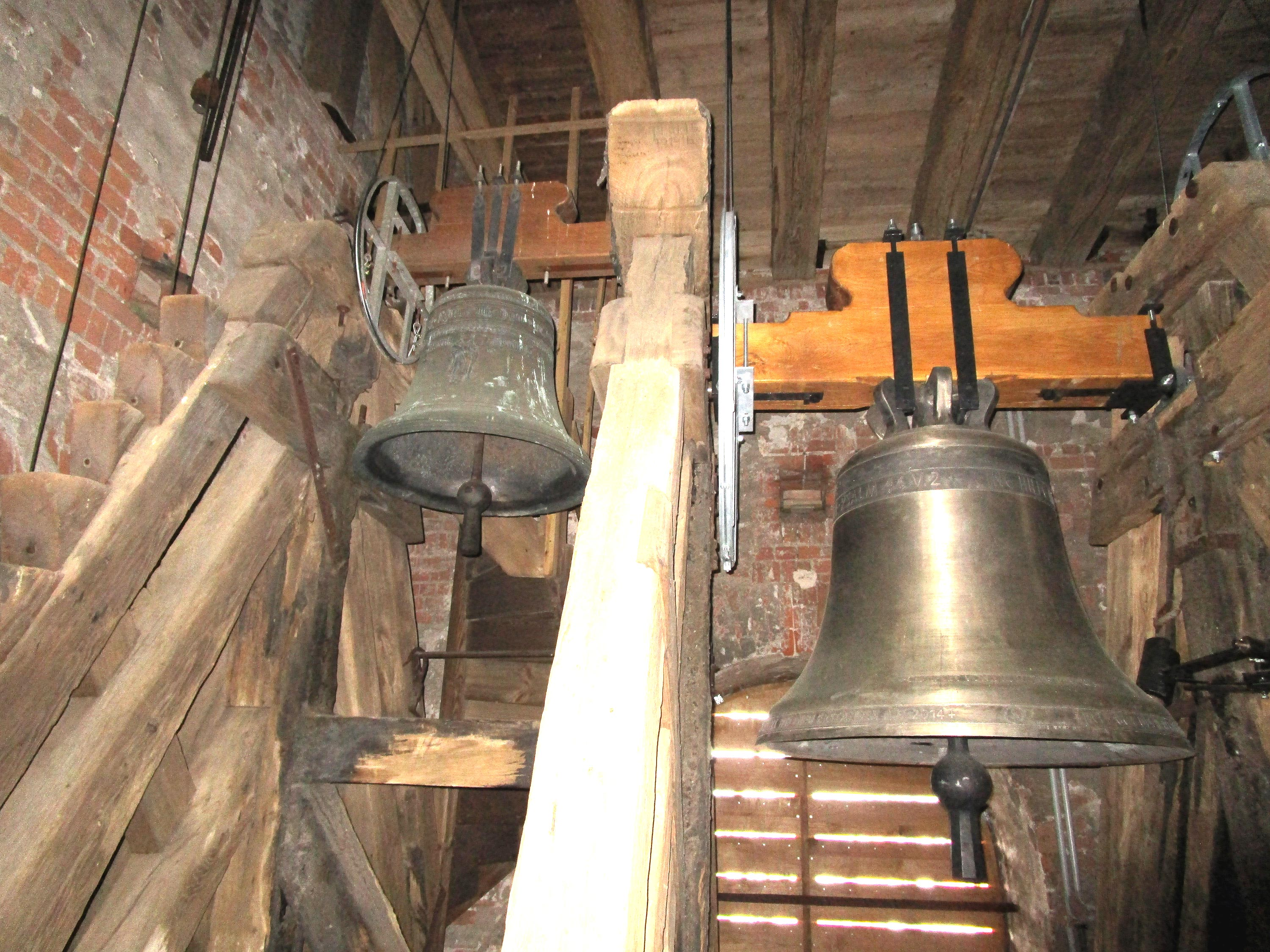
Links: Nikolausglocke; rechts: neue große bronzene Glocke
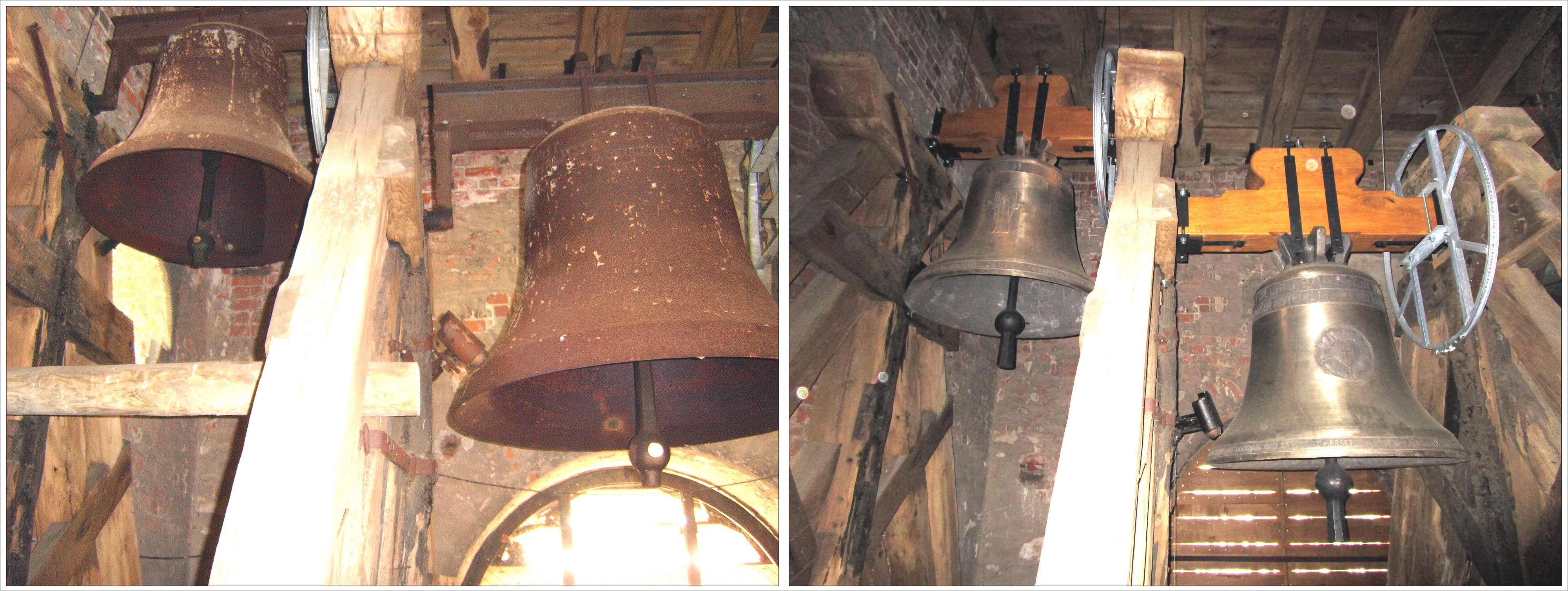
Blick in den Glockenturm der Kirche St. Nikolai: links im Februar 2014; rechts im Januar 2016
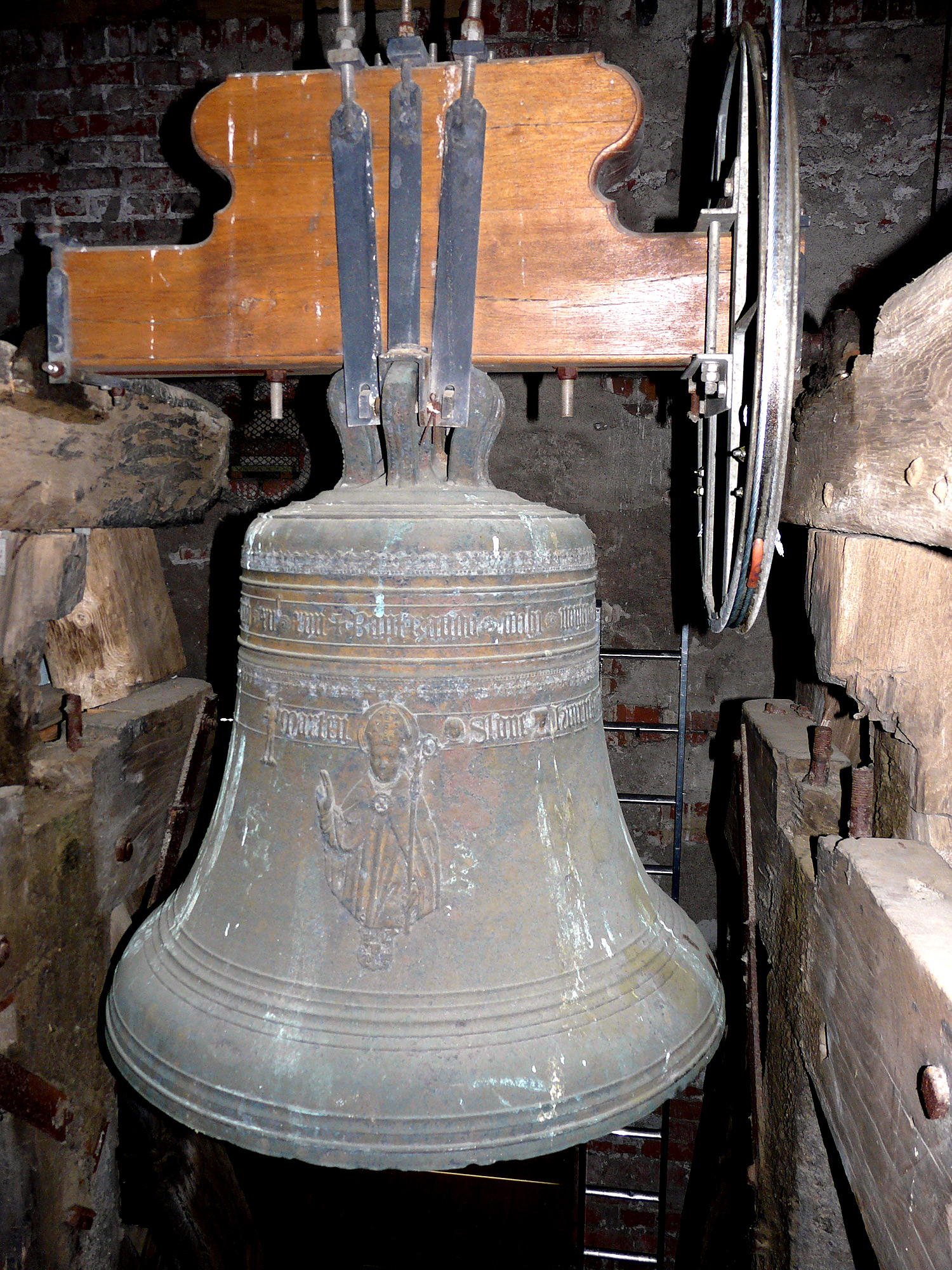
Ansicht der anno 1517 gegossenen Nikolausglocke am 19. Januar 2016
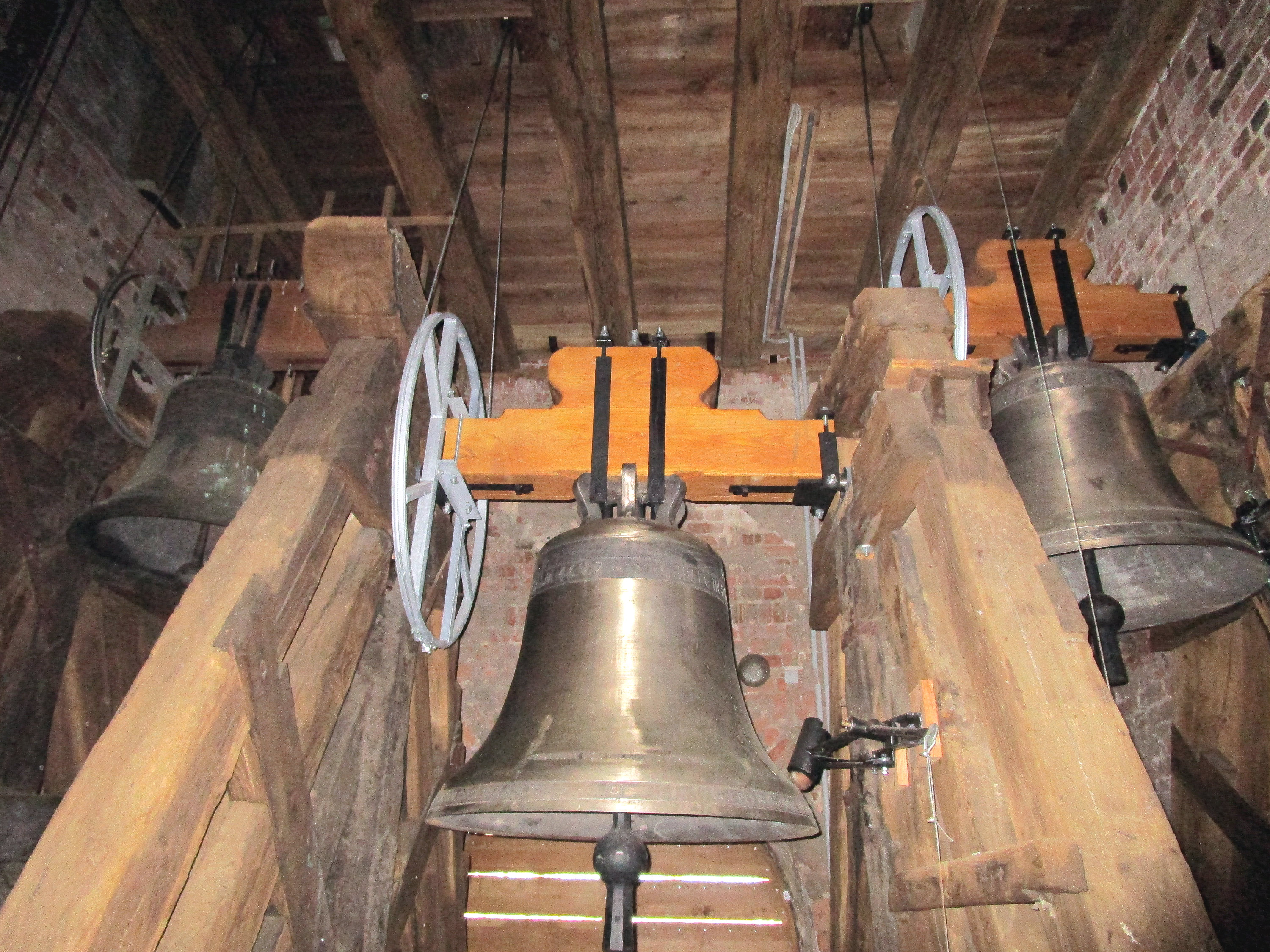
Das neue komplette Dreiergeläut der Kirche St. Nikolai (Schelfkirche) Schwerin
- Vorläufige Läuteordnung

## Orgel

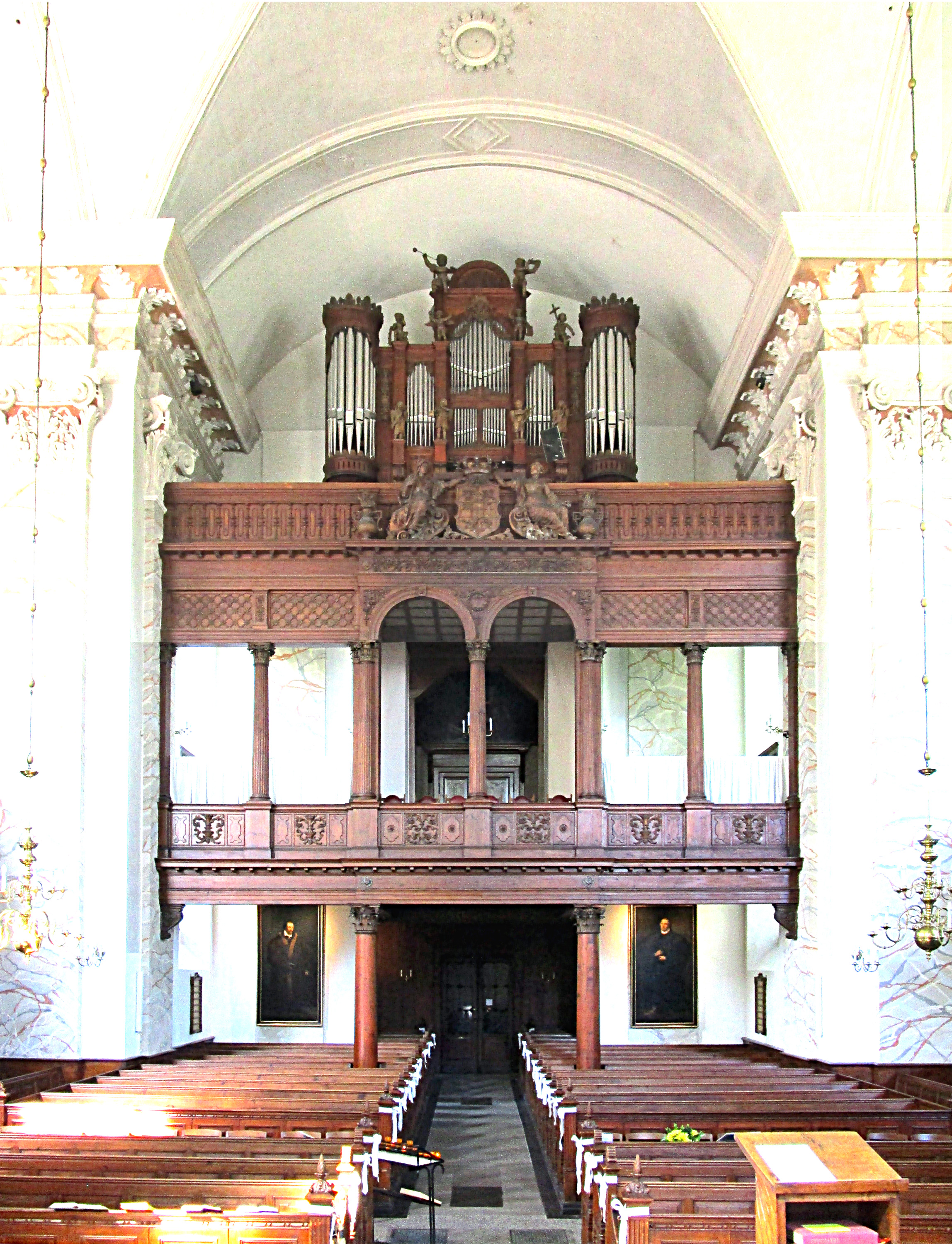
Schelfkirche, Blick zu Orgel und Fürstenloge

Das Orgelpositiv, das schon vor 1705 für die Vorläuferkapelle des damals noch als „Neustädter Kirche“ bezeichneten Gotteshauses angeschafft worden war, verblieb auch nach dem Kirchenneubau der Kirchengemeinde erhalten. Durch einen Blitzeinschlag in den Kirchturm im Jahre 1717 wurde sie jedoch schwer beschädigt. Ihre Nutzung war erst wieder nach 1719 möglich, nachdem das Instrument durch den Orgelbauer Reinerus Caspary aus Altona repariert worden war.
Der Neubau einer dem Kirchengebäude angemessenen Orgel erfolgte erst im Jahre 1755. Das zweimanualige Werk besaß 18 Register. Von seinem üppigen Barockgehäuse gibt es noch figürliche Reste.

„Diesmal lieferte Friedrich Friese III (1827–1896) das Werk, wiederum zweimanualig mit 18 Registern. Diese Orgel ist in den wichtigsten Bestandteilen noch heute erhalten. Der Prospekt von 1858 folgt einem Entwurf von Baumeister Theodor Krüger (1811–1885), der viel mit Friese zusammenarbeitete. Die noch brauchbaren Teile der Schmidt-Orgel verschenkte der Großherzog an die Kirchgemeinde in Wittenförden. Sie haben dort noch von 1860 bis 1936 ihren Dienst getan.
Die Friese-Orgel erfuhr mehrere, teils größere Umbauten: 1886 durch Friese selbst, 1932 durch Marcus Runge und 1966 durch die Firma Sauer (Frankfurt/Oder). 1917 beschlagnahmte man die Prospektpfeifen für die Kriegsrüstung; erst in den 1920er Jahren konnten sie ersetzt werden. 1921 ersetzte ein elektrischer Windmotor den Bälgetreter. Runges Umbau war einschneidend, die gesamte Innentechnik wurde auf eine pneumatische Technik „modernisiert“, aber alles Klangmaterial blieb erhalten. Dadurch war es möglich, 1994 den Friese-Zustand von 1858 zu rekonstruieren unter Benutzung der handwerklichen Techniken und Materialien, die typisch für das 19. Jahrhundert und die „romantische“ Orgel sind. Diese Arbeit, die besondere Kenntnis und Sorgfalt verlangte, führte die Firma Christian Scheffler aus. Die Orgel hat heute 21 Register und bietet wieder den kraftvollen, aber auch rund-farbenreichen, dabei immer klar zeichnenden Friese-Klang.“

Die Orgel wurde am zweiten Advent des Jahres 1994 (4. Dezember) von Pastor Matthias Fleischer dem Lob Gottes geweiht (siehe auch hier).
Das Instrument mit Schleifladen mit mechanischer Spiel- und Registertraktur hat folgende Disposition:
| I Hauptwerk C–f3 |                |     |
| 1.               | Bordun         | 16′ |
| 2.               | Principal      | 8′  |
| 3.               | Rohrflöte      | 8′  |
| 4.               | Viola da Gambe | 8′  |
| 5.               | Octave         | 4′  |
| 6.               | Spitzflöte     | 4′  |
| 7.               | Octave         | 2′  |
| 8.               | Mixtur IV      |     |
| 9.               | Trompete       | 8′  |

| II Oberwerk C–f3 |                  |       |
| 10.              | Gedackt          | 8′    |
| 11.              | Salicional       | 8′    |
| 12.              | Geigenprincipal  | 4′    |
| 13.              | Flûte octaviante | 4′    |
| 14.              | Nasat            | 2 ⁄3′ |
| 15.              | Octave           | 2′    |

| Pedal C–d1    |     |
| 16. Violon    | 16′ |
| 17. Subbass   | 16′ |
| 18. Octavbass | 8′  |
| 19. Violon    | 8′  |
| 20. Bassflöte | 8′  |
| 21. Posaune   | 16′ |

- Koppeln: II/I, I/P, II/P
- Sperrventile: Sperrventil Hauptwerk, Sperrventil Oberwerk, Sperrventil Pedal
- Neben- und Effektregister: Calcant (heute Schalter für Windmotor).

Erläuterung: Die Register haben verschiedene Tonhöhen, wobei die Tonhöhe altherkömmlich durch die sog. Fußtonhöhe (Symbol ’ hinter der Zahl) angegeben wird. 1 Fuß entspricht etwa 30 cm. Ein Register in Normallage bezeichnet man als 8’-Register, da hier die größte Pfeife 2,40 m, also 8’, lang ist. Eine 16’-Pfeife ist doppelt so lang und klingt eine Oktave tiefer, eine 4’-Pfeife klingt eine Oktave höher als die 8’-Lage usw.

## Geschichte des Orgelprospekts
Zu der 1713 eingebauten Orgel liegen keine Details vor. Schon nach wenigen Jahren (1754) wurde sie als reparaturbedürftig eingestuft und der Rostocker Orgelbauer Paul Schmidt mit dem Bau einer neuen Orgel beauftragt.
Am 13. November 1755 wurde das neue, teilweise vergoldete Orgelwerk von dem Hofkomponisten Hertel, dem Domorganisten Petersen und dem „neu bestallten Organisten“ Klemm geprüft und für vertragsgerecht befunden. Gut 100 Jahre später war Schmidts Orgel überholungsbedürftig. Im Rahmen der in den 1850er Jahren unter Leitung des Kirchenbaumeisters Theodor Krüger vorgenommenen grundlegenden Renovierung der Kirche wurde auch eine neue Orgel eingebaut. Die alte ließ der Großherzog reparieren und schenkte sie der neu erbauten Kirche in Wittenförden.
Im Oktober 1857 unterzeichneten Theodor Krüger und der Orgelbauer Friedrich Friese III einen Vertrag über den Bau einer neuen Orgel für die Schelfkirche.
Dabei lagen Entwurf und Ausführung des Orgelprospekts in der Verantwortung Krügers, der als dekorative Elemente Engel, Putten, Girlanden und Konsolen verwenden ließ, die sich in Material und Stil unterscheiden. Die für den Krügerschen Orgelprospekt in den 1850er Jahren geschaffenen vier stehenden Engel fügen sich in den Aufbau ein.
In der Ebene darüber können drei der vier Engelputten von der 1755 fertig gestellten Orgel Paul Schmidts übernommen worden sein. Der vierte stammt vom Anfang des 18. Jahrhunderts und war vorher vermutlich am Altar angebracht. Hier zeigt sich das Konzept Theodor Krügers, bei der Umgestaltung des Kircheninnenraums Einzelstücke der 1713 von Leonhard Christoph Sturm gestalteten Ausstattung zu übernehmen. So sitzen auf der oberen Etage neben dem lünettenartigen Abschluss zwei Putten, die ihren ursprünglichen Platz über den Seitenlogen des fürstlichen Chors von 1713 hatten. Von dort und aus der Zeit Sturms stammen auch die rechts und links des Wappens sitzenden allegorischen Figuren Gloria und Fides sowie die Feuertöpfe.

„Besonders bemerkenswert dabei ist das Material der einzelnen Elemente: Während die Mehrzahl der Schmuckelemente (die sechs oberen Putten und die Girlanden) aus Lindenholz gefertigt sind, handelt es sich bei dem Blattwerkschmuck der beiden Seitentürme um Gips und bei den vier unteren Putten um Pappmaché oder „Ludwigsluster Carton“.“

## Geschichte des Schelffriedhofs

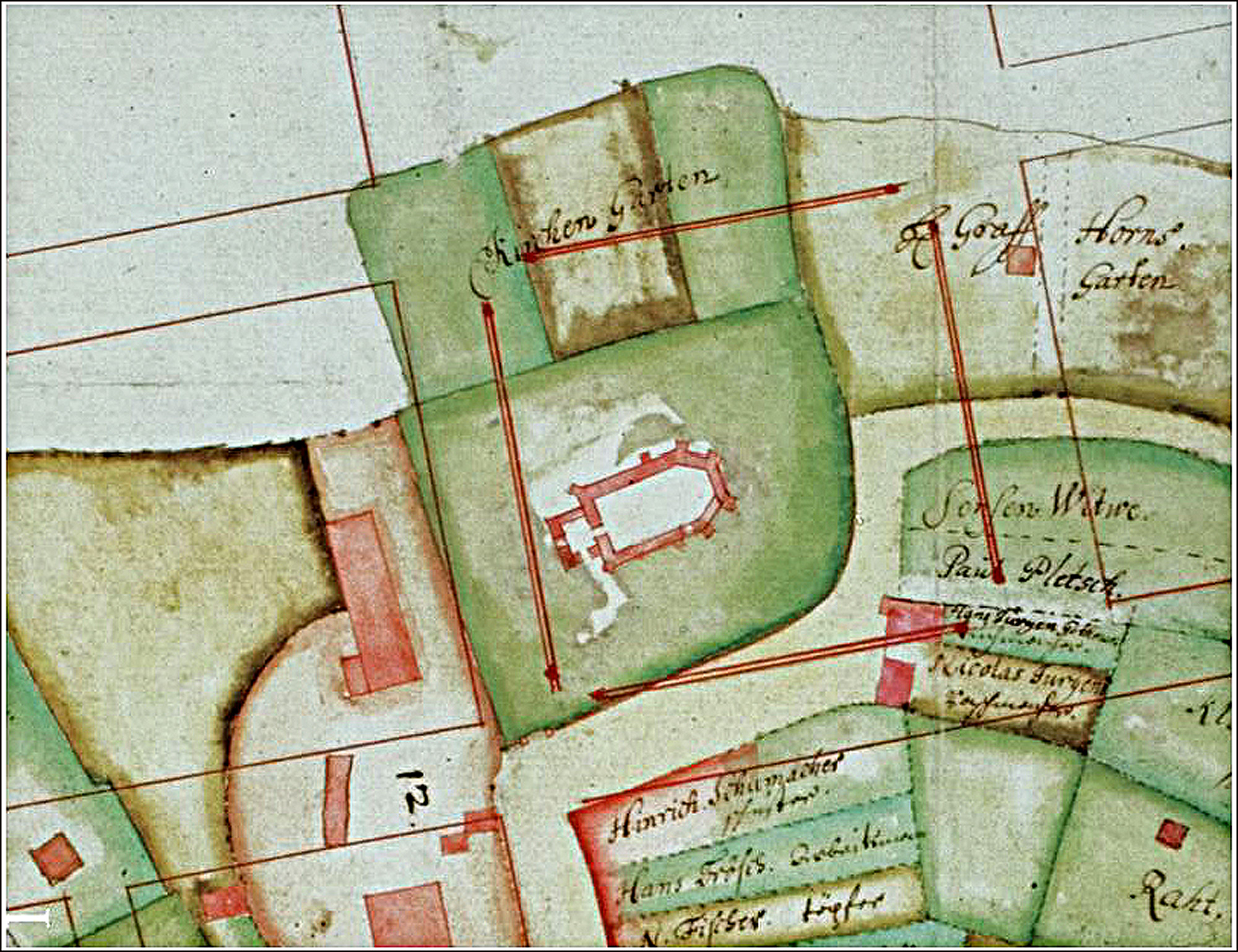
Lageplan der Kirche St. Nikolai (seinerzeit „Neustädter Kirche“ genannt) 1705

Von alters her diente der Platz um die St.-Nikolai-Kirche als Friedhof. Dort wurden die Verstorbenen der „Schelfe“ zu Grabe getragen. Begüterte wurden noch bis ins 18. Jahrhundert auf dem Domfriedhof beigesetzt.
Das noch im Mittelalter von einer Mauer umgebene, im Volksmund auch als „Gottesacker der Schweriner Schelfe“ bezeichnete Areal, bot Anfang des 18. Jahrhunderts ein unwürdiges Bild. Die Friedhofsmauer war schon Jahrzehnte zuvor völlig zerfallen. In einer Denkschrift des Provisors der Schelfkirche, Lehmdecker, an den Superintendenten Schumann vom 14. Dezember 1722 wurde angeführt, dass der Kirchhof eher einer „[…] Viehtrift und einem Fuhrweg als einem Gottesacker ähnlich“ sehe. „Selbst Mistwagen fuhren darüber, und oft konnte man 12–16 Wagen der Bauern auf dem Platze sehen, deren Pferde hier gefüttert wurden. Besonders schmerzlich war es dem Provisor, daß angesichts dieser Zustände die Begüterten es vorzogen, ihre Toten auf dem Domfriedhof zu bestatten, und daß dadurch der Schelfkirche erhebliche Einnahmen entgingen“.
Diese Einlassung zeigte bald Erfolg. Der Bau einer neuen Friedhofsmauer wurde in Angriff genommen, bezahlt aus den Geldern von zu diesem Zweck gewidmeten Kirchenkollekten (243 Reichstaler bis zum Jahr 1729. Die restlichen Mittel wurden von der Domkirche entliehen). Die Arbeiten führte Freimeister Hans Jürgen Niclas aus.
Durch die rasch steigende Einwohnerzahl der Schelfstadt (Mitte des 18. Jahrhunderts waren es schon über 2000 Seelen) war der Platz, bezogen auf die Bevölkerungsgröße zu klein, selbst bei der Annahme, dass der Friedhof noch weiter nach Osten reichte als der heutige Platz um die Kirche. „[…] Besonders deshalb machte sich die Raumnot bemerkbar, weil die Kirche auch Garnisonskirche war und somit die Leichen der Soldaten und ihrer Familien auf dem Schelffriedhof bestattet wurden. Im Jahre 1754 erging daher ein Mandat, daß die Leichen in der Reihenfolge beerdigt werden mußten, der Kauf von Familienbegräbnissen also unstatthaft sei. Außerdem half man sich dadurch, daß stets drei (!) Leichen übereinander bestattet wurden.“
Gemäß einer Verordnung Herzog Friedrichs aus dem Jahre 1771 wurden alle Schweriner Friedhöfe vor die Stadt verlegt (jetzt der neue Schelffriedhof vor dem Werdertor, der heutige Park an der Kreuzung Werderstraße / Knaudtstraße).
Der alte Friedhof um die Schelfkirche wurde Promenadenplatz. Aber auch auf diesem herrschten unsaubere Zustände. Es wurde berichtet, dass verschiedene Schelfstadtbewohner ihr Vieh (Schweine und Kühe) über diesen Platz führten. Ihre „Hinterlassenschaften“ verursachten sehr unangenehme Gerüche. Diesen Zustand zu verändern, veranlasste im Jahre 1793 den Provisor Jakob Ulrich Wilcke sich an den inzwischen regierenden Herzog Friedrich Franz I. zu wenden. Spätestens im Jahr darauf waren die unerträglichen Zustände beseitigt. Der Promenadenplatz erfreute sich nun großer Beliebtheit. Im Jahre 1802 schaffte man noch drei weitere neue Bänke an, die seinerzeit den ansehnlichen Betrag von 36 Talern und 12 Schillingen kosteten.
Im Jahr 2016 ist der Zustand des alten Friedhofareals nicht der Wertigkeit dieses historischen Kulturerbes angemessen. Einer Mitteilung aus der Schweriner Stadtverwaltung nach ist bis zum Jahre 2019 die flächendeckende Einführung der sogenannten Wertstofftonne geplant. Damit verschwinden dann auch die jetzt das Areal verunzierenden Abfall-Großcontainer.

## Fürstengruft

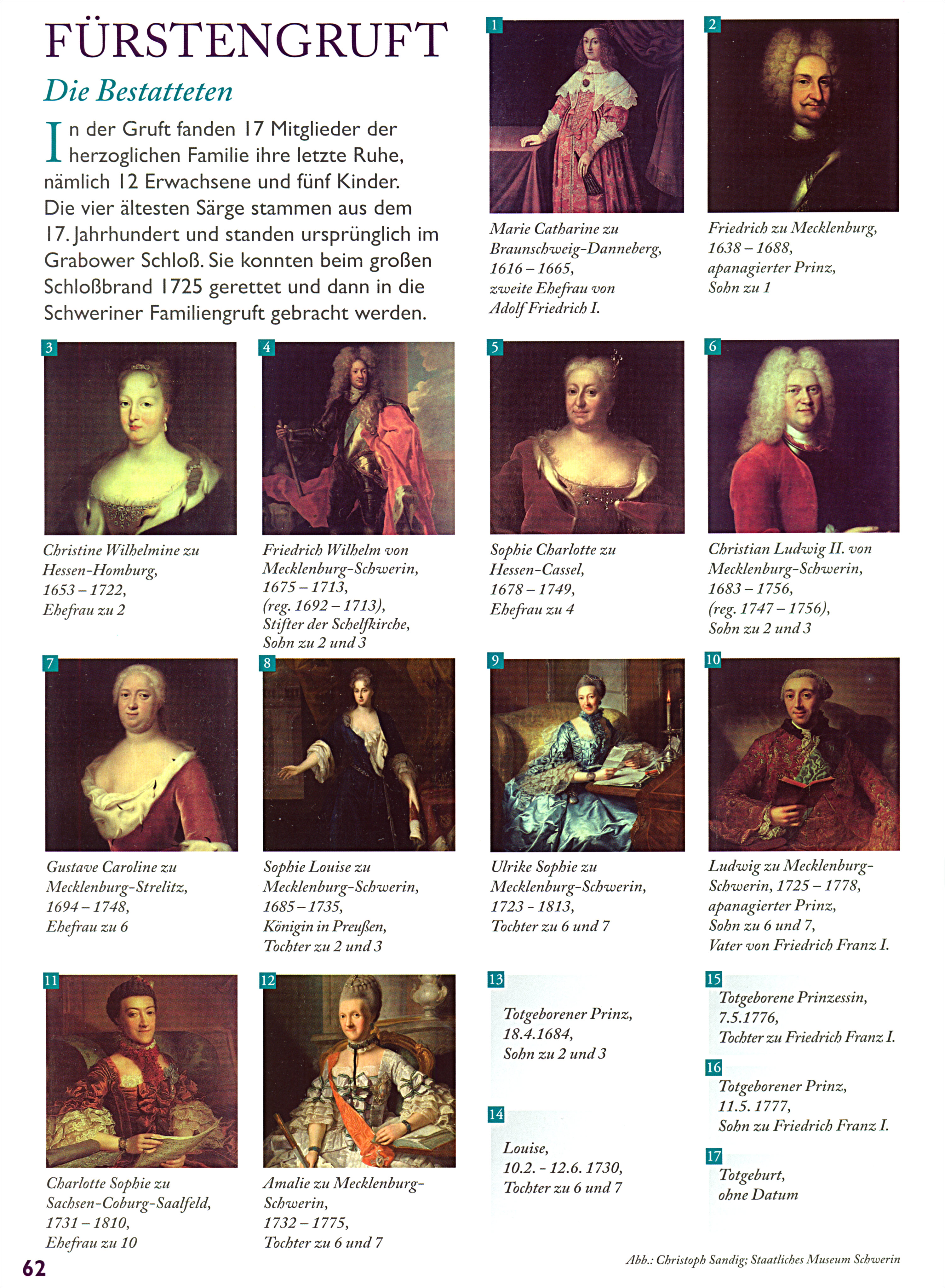
Liste der Bestatteten

Bis zum Tod von Herzogin Ulrike Sophie 1813 diente die Kirche auch als Grablege der herzoglichen Familie. In der Gruft ruhen die Körper von zwölf Erwachsenen und fünf Kindern, darunter Herzog Friedrich Wilhelm, Sophie Luise Königin in Preußen (geborene Herzogin zu Mecklenburg), und Herzog Christian Ludwig II. Bei der Kirchensanierung von 1858 wurde bei der sogenannten Fürstengruft nicht auf ausreichende Durchlüftung geachtet, es wurde ein Luftschacht zugemauert, wodurch sich Hausschwamm ausbreiten konnte und die Särge stark beschädigt wurden.
Erläuterungen zu den rechts nebenstehenden Fotos aus der Fürstengruft:
- Linkes Foto: Kindersarg vorn: totgeborener Prinz (11. Mai 1777), daneben: Louise (10. Februar bis 12. Juni 1730), Tochter von Christian Ludwig II. von Mecklenburg-Schwerin und Gustave Caroline von Mecklenburg-Strelitz; unterer Sarg: Christine Wilhelmine zu Hessen-Homburg (1653–1722); oberer Sarg: Friedrich zu Mecklenburg (1638–1688)
- Mittleres Foto: Vorderer oberer Sarg: Christian Ludwig II. von Mecklenburg-Schwerin (1683–1756); hinterer Sarg: Sophie Charlotte von Hessen-Kassel (1678–1749)
- Rechtes Foto: oberer Sarg: Sophie Luise Königin in Preußen, Herzogin von Mecklenburg (1685–1735); unterer Sarg: Marie Catharine zu Braunschweig-Danneberg (1616–1665); Ausschnitt eines brokatverkleideten Sarges am linken Bildrand: Gustave Caroline zu Mecklenburg-Strelitz (1694–1748)

Die archäologischen Bergungs- und Dokumentationsarbeiten in der Fürstengruft begannen dank der finanziellen Unterstützung durch die Ostdeutsche Sparkassenstiftung, die Stiftung der Sparkasse Mecklenburg-Schwerin sowie des Landesamtes für Kultur und Denkmalpflege im Jahre 2006. Die Särge, die Bestatteten, ihre Bekleidung sowie die Beigaben in den Särgen wurden im Landesamt für Kultur und Denkmalpflege laborativ untersucht, analysiert und in einen würdevollen Zustand zurückgeführt. Eine neu installierte Klimaanlage sorgt dafür, dass die Luftfeuchtigkeit stets unter 70 Prozent bleibt und so eine Schimmelbildung vermieden wird. All diese sehr aufwendigen Arbeiten konnten im September 2013 abgeschlossen werden. Besuchern der Kirche ist es durch den Einbau einer Glastür möglich, in die Grablege zu blicken.

## Kirchenbücher
Über Gottesdienste in der ersten Hälfte des 18. Jahrhunderts fehlt die Überlieferung. Eine Notiz im Kirchenbuch, dass „im Jahre Christi 1732 … auf Befehl Seiner jetzt regierenden hochfürstl. Durchl. [Durchlaucht] Herrn Hertz.[Herzog] Carl Leopolds der Schelf-Gottes-Dienst“ angefangenen habe, deutet aber darauf hin, dass sie vorher zumindest sehr selten stattfanden. Um den Gottesdienst zu fördern, schenkte Carl Leopold der Kirche 1733 zwei vergoldete Kelche aus Silber.
Aufgrund der gestiegenen Einwohnerzahl und einer nur unzureichenden, zu Klagen Anlass gebenden seelsorgerischen Versorgung der Einwohner der Neustadt verordnete Christian Ludwig II. 1754 die Verselbständigung der Schelfkirchgemeinde und ihre Abtrennung von der Domkirche der Altstadt. Im August 1755 wurden die Pastoren Roehr aus Danzig und Bennin aus Meyenburg als Prediger an die St.-Nicolai-Kirche berufen. Erst seit dieser Zeit sind kirchliche Handlungen mehr oder weniger regelmäßig dokumentiert. Das erste Kirchenbuch des Garnisons-Predigers war „liederlich an die Seite gebracht“ worden und damit für die Nachwelt verloren, und den Pastoren Roehr und Bennin bescheinigte deren Nachfolger, Pastor Blanckmeister, „viel mangelhaftes“ hinsichtlich ihrer Kirchenbuchführung. Blanckmeister bemühte sich, diese Lücke zu schließen, doch nur wenige Gemeindemitglieder ließen Taufen, Trauungen und Sterbefälle nachtragen, sodass nur einzelne Vermerke bis 1741 zurückdatieren.
Kirchenbücher sind heute zu einer wichtigen historischen Quelle geworden, denn bis 1875 wurden nur in ihnen Personenstandsdaten verzeichnet. Auch nach Einrichtung der staatlichen Standesämter am 1. Januar 1876 und der mit ihnen verbundenen Personenstandsregister führten die Pfarrämter die Kirchenregister ihrer Gemeinden weiter.

## Pastoren
Bis zum Jahre 1755 wurde die Kirche St. Nikolai (Schelfkirche) vom Dom als Filia mitverwaltet. Als Beispiele seien drei Prediger erwähnt:
- Joachim Mankmuß, war 1589 Subrektor einer Schule und wurde vom Domkapitel

zum Schelfprediger bestellt.
- Nicolaus Lindenberg aus Perleberg; † 1609. 1564 theologisches Bakkalaureat in Rostock, 1573 Magister; 1576–1606 Prediger im Dom zu Schwerin; 30 Jahre auch Prediger an der Schelfkirche
- Andreas Senst aus Wesenberg; † 2. Juni 1631. 1602–1624 3. Domprediger; 1624–1631 2. Domprediger; danach auf Lebenszeit zum Schelfprediger bestellt

Im Jahre 1755 wurde die seelsorgerische Betreuung der Garnison der Stadt Schwerin der Kirche St. Nikolai (Schelfkirche) zugewiesen. Als Garnisonsprediger amtierten bereits seit 1732 Joh. Georg Richter aus Gotha und danach ab 1753 Joh. Heinrich Bacher aus Hamburg.
Die Auflistung der Namen der Geistlichen der Kirche St. Nikolai (Schelfkirche) umfasst bis dato 35 Namen. Die Angaben zu den ersten bis dritten Pfarren sind aus den Veröffentlichungen von Willgeroth und dem Archivgut der Kirchengemeinde entnommen.
Für die Besetzung von Pfarrstellen in der heutigen Zeit gilt das Kirchengesetz über die Besetzung von Pfarrstellen (Pfarrstellenbesetzungsgesetz – PfStBG) vom 10. Januar 2014.

## Gegenwart
Neben Gottesdiensten und Amtshandlungen bietet die Kirchengemeinde Führungen sowie Konzerte unter anderem der Festspiele Mecklenburg-Vorpommern.